# Скелтън (ледник)
Ледникът Скелтън (на английски: Skelton Glacier) е долинен ледник в Източна Антарктида, Бряг Хилари, на Земя Виктория с дължина 58 km. Води началото си от Източноантарктическото плато и „тече“ на юг между хребета Вустер на запад и планината Роял Сосиети на изток, части от Трансантарктическите планини. „Влива“ се в ледения залив Скелтън, в северозападната част на шелфовия ледник Рос.
Ледникът Скелтън е открит и топографски заснет през 1956 – 58 г. от новозеландската антарктическа експедиция възглавявана от Едмънд Хилари и е наименуван от него в чест на Реджиналд Скелтън (1872 – 1965), старши инженер в британската антарктическа експедиция на Робърт Скот (1901 – 04).
- Топографски карти
- Северната част на ледника Скелтън е в източния край на картата
- Южната част на ледника Скелтън е в югозападния ъгъл на картата